# Heterusia prusioides
Heterusia prusioides är en fjärilsart som beskrevs av Paul Dognin 1909. Heterusia prusioides ingår i släktet Heterusia och familjen mätare. Inga underarter finns listade i Catalogue of Life.